# Desa Wirun (administrativ by i Indonesien, lat -7,61, long 110,86)
Desa Wirun är en administrativ by i Indonesien.   Den ligger i provinsen Jawa Tengah, i den västra delen av landet, 500 km öster om huvudstaden Jakarta.